# Communauté de communes Beaujolais Val d'Azergues
La communauté de communes Beaujolais Val d'Azergues est une ancienne communauté de communes française, située dans le département du Rhône en région Rhône-Alpes, qui a existé de 1994 à 2013.

## Historique
Elle est l'une des premières communautés de communes créée dans le Rhône par l'arrêté préfectoral du 29 décembre 1993 et entre en vigueur le 1er janvier 1994.
Le 1er janvier 2014, elle fusionne avec les communautés de communes Beaujolais-Saône-Pierres-Dorées (sauf Liergues qui rejoint la CAVBS), des Monts d'Or Azergues (sauf Quincieux qui rejoindra le Grand Lyon en juin 2014) et des Pays du Bois d'Oingt (sauf Jarnioux et Ville-sur-Jarnioux qui rejoignent la CAVBS) pour former la communauté de communes Beaujolais-Pierre Dorées.

## Communes
| Nom                   | Code Insee | Gentilé    | Superficie (km2) | Population (dernière pop. légale) | Densité (hab./km2) |
| --------------------- | ---------- | ---------- | ---------------- | --------------------------------- | ------------------ |
| Lozanne (siège)       | 69121      | Lozannais  | 5,50             | 2 620 (2014)                      | 476                |
| Belmont-d'Azergues    | 69020      | Belmontois | 1,51             | 628 (2014)                        | 416                |
| Saint-Jean-des-Vignes | 69212      |            | 2,57             | 416 (2014)                        | 162                |

## Compétences
- Hydraulique
- Collecte des déchets des ménages et déchets assimilés
- Traitement des déchets des ménages et déchets assimilés
- Activités sociales
- Création, aménagement, entretien et gestion de zone d'activités industrielle, commerciale, tertiaire, artisanale ou touristique
- Action de développement économique (Soutien des activités industrielles, commerciales ou de l'emploi, Soutien des activités agricoles et forestières...)
- Construction ou aménagement, entretien, gestion d'équipements ou d'établissements culturels, socioculturels, socio-éducatifs
- Construction ou aménagement, entretien, gestion d'équipements ou d'établissements sportifs
- Activités péri-scolaires
- Activités culturelles ou socioculturelles
- Activités sportives
- Schéma de cohérence territoriale (SCOT)
- Schéma de secteur
- Création et réalisation de zone d'aménagement concertée (ZAC)
- Création, aménagement, entretien de la voirie
- Tourisme
- Programme local de l'habitat

## Sources
- La base Aspic (Accès des services publics aux informations sur les collectivités) pour le département du Rhône
- [PDF] La Communauté de communes Beaujolais Val d'Azergues sur la base Banatic (Base nationale d'informations sur l'intercommunalité)